# We Own It (Fast & Furious)
We Own It (Fast & Furious) – singel amerykańskich raperów Wiza Khalify i 2 Chainza wydany w 2013 roku. Piosenka trafiła na ścieżkę dźwiękową Fast & Furious 6 (Original Motion Picture Soundtrack) filmu Szybcy i wściekli 6.

## Teledysk
Teledysk tekstowy do utworu został opublikowany 23 maja 2013 roku.

## Notowania na listach przebojów
| Kraj              | Lista (2013)               | Najwyższa pozycja |
| ----------------- | -------------------------- | ----------------- |
| Szwajcaria        | Singles Top 75             | 3                 |
| Niemcy            | Top 100 Singles            | 5                 |
| Wielka Brytania   | Singles Top 200            | 6                 |
| Nowa Zelandia     | Top 40 Singles             | 6                 |
| Australia         | Top 50 Singles             | 6                 |
| Austria           | Singles Top 75             | 7                 |
| Włochy            | Top 100 Singles            | 9                 |
| Francja           | Top 200 Singles            | 9                 |
| Norwegia          | Top 40 Singles             | 10                |
| Kanada            | Billboard Canadian Hot 100 | 14                |
| Dania             | Track Top-40               | 15                |
| Stany Zjednoczone | Hot 100                    | 16                |
| Belgia (Flandria) | Ultratop 50 Singles        | 19                |
| Irlandia          | Top 100 Singles            | 21                |
| Belgia (Walonia)  | Ultratop 50 Singles        | 29                |
| Hiszpania         | Top 50 Singles             | 31                |
| Szwecja           | Top 60 Singles             | 38                |
| Holandia          | Single Top 100             | 48                |

## Certyfikaty i sprzedaż
| Kraj                         | Certyfikat         | Sprzedaż   |
| ---------------------------- | ------------------ | ---------- |
| Australia (ARIA)             | 3x platynowa płyta | 210 000+   |
| Brazylia (Pro-Música Brasil) | platynowa płyta    | 60 000+    |
| Niemcy (BVMI)                | 3x złota płyta     | 450 000+   |
| Nowa Zelandia (RMNZ)         | platynowa płyta    | 15 000+    |
| Stany Zjednoczone (RIAA)     | 3x platynowa płyta | 3 000 000+ |
| Szwecja (GLF)                | złota płyta        | 20 000+    |
| Wielka Brytania (BPI)        | złota płyta        | 400 000+   |
| Włochy (FIMI)                | złota płyta        | 50 000+    |